# 무장 (작가)
무장은 대한민국의 웹소설 작가이다. 1965년생으로 알려져 있다. 《갓 오브 블랙필드》,《로드 오브 머니》 등 여러 작품이 영상화 준비 중이다.

## 작품
2013년 무협 소설인 《강호유정》으로 데뷔한 것으로 알려졌다. 아래의 작품 목록은 종이책으로 발간되거나 네이버 시리즈, 카카오페이지, 리디, 블라이스 중에서 먼저 등록되거나 연재된 시기 순으로 배열했다.
- 《강호유정》: 무협
  - 종이책으로 2013.01.11.부터 2013.05.08.까지 발간되었다.
  - 네이버 시리즈에 2013.11.15. 등록되었다.

- 《도폐풍운록》: 무협
  - 종이책으로 2013.07.12.부터 2013.08.30.까지 발간되었다.
  - 카카오페이지에 2017.01.05. 등록되었다.

- 《유성하소월》: 무협
  - 네이버 시리즈에서 2014.09.12.까지 연재되었다.

- 《갓 오브 블랙필드》: 현대판타지[2][3]
  - 종이책으로 2014.10.10.부터 2015.11.02.까지 발간되었다. 영어 제목은 'God of Blackfield'이다.
  - 카카오페이지에서 2014.11.25.부터 2016.10.24.까지 제1부와 제2부가 연재되었다.
  - 주인공 '강찬'은 원래 용병이었으나, 죽으면서 고등학생의 몸으로 환생하였고, 상처를 입어도 빠르게 치유되는 몸을 가지게 되었다.
  - 환생물이고 이능력물이다.

- 《그라운드의 지배자》: 현대판타지
  - 카카오페이지에서 2015.11.01.부터 2016.05.30.까지 연재되었다. 영어 제목은 'The Ruler of Ground'이다.
  - 종이책으로 2015.11.12.부터 2016.07.19.까지 발간되었다.
  - 주인공 '정지우'는 영국의 축구팀 유니온 시티 소속의 골기퍼이다. 한국에서 박용근 감독의 제자로 고등학교를 졸업한 후 유정호 매니저의 도움으로 일본으로 갔다가, 다시 영국으로 옮겨서 선수 생활을 하고 있다.

- 《형사의 게임》: 현대판타지[4]
  - 카카오페이지와 네이버 시리즈에서 2016.08.03.부터 2017.04.11.까지 연재되었다. 영어 제목은 'The Game of a Detective'이다.
  - 주인공 '장진두'는 마포 광역수사대 소속 경찰이다. 그 전에는 '707 특임대대'라는 특수팀 대원이었는데, 이때 《갓 오브 블랙필드》에 등장하는 '차동균' 중위와 같이 복무했다.

- 《선유문주》: 무협
  - 카카오페이지에 2017.01.20.에 등록되었다.

- 《로드 오브 머니》: 현대판타지[5]
  - 카카오페이지에서 2017.08.17.부터 2018.05.02.까지 연재되었다. 영어 제목은 'Lord of Money'이다.
  - 주인공 '성창욱'은 원래 기업인 '천중명'의 비서였으나, 위기의 순간에 천중명과 몸이 바뀌었고, 그 뒤에는 천중명으로서 살아간다.
  - 빙의물이다.

- 《은천검제 (2부 화산검제)》: 무협
  - 카카오페이지에서 2019.02.01.부터 2020.03.24.까지 연재되었다.

- 《최종 보스: 빛을 향해 달리는 그림자》: 현대판타지[6]
  - 카카오페이지에서 2020.09.18.부터 2021.03.06.까지 제1부와 제2부가 연재되었다.
  - 주인공 '강성태'는 원래 용병과 경호원이었고 평범한 커피전문점 매니저로 생활하다가 복잡한 일에 연루되었다. 어느 특정 장소를 지날 때 가까운 미래 장면을 보는 현상을 겪고, 방지병원에서 수혈한 뒤부터는 상처를 입어도 빠르게 치유되는 몸을 가지게 되었다.
  - 이능력물이다.

- 《오늘의 운세》: 현대판타지
  - 카카오페이지에서 2021.12.30.부터 2022.04.25.까지 1부가 연재되었다.
  - 주인공 '신유성'은 갑자 다섯 개를 타고 태어났고, 가족을 잃은 슬픔을 안고서, 부유하지만 외롭게 살아가던 중 '정천 추섭주'라는 이름을 가진 혼백을 만난다.
  - 이능력물이다. 등장인물이 일시적으로 빙의하기도 한다.

- 《데드라인 (갓 오브 블랙필드 유니버스)》: 현대판타지
  - 블라이스에서 2021.04.30.에 1화부터 3화가 등록되었고, 그 상태에서 연재가 멈추었다. 연재물 표지에는 큰 글자로 제목 《데드라인》만 있고, 부제는 없었다. 영어 제목은 'Dead Line'이다.
  - 카카오페이지에서 2023.01.23.부터 2023.10.30.까지 연재되었다. 연재물 표지에는 큰 글자로 제목 《데드라인》과 함께 '갓 오브 블랙필드 유니버스'라고 표기되어 있고, 각 연재물 제목은 '갓 오브 블랙필드 유니버스(데드라인)' 다음에 몇권 몇화인지 기재되어 있다.[7]
  - 주인공은 《갓 오브 블랙필드》의 강찬, 《로드 오브 머니》의 천중명, 《최종 보스: 빛을 향해 달리는 그림자》의 강성태 등이다.
  - 여러 전작에서 이어져서 환생물, 이능력물, 빙의물이 복합되었다.

- 《더 블랙》: 현대판타지
  - 카카오페이지에서 2025.03.22.부터 연재 중이다.
  - 제목 '더 블랙'은 '위험에 빠졌거나 신변에 위협을 느낀 블랙 요원들을 구출하는 국가정보원 대테러팀'을 뜻한다는 설명이 있다. 전작 《데드라인》에 나온 신광선, 김형정, 소진천 등이 등장한다.
  - 1부 '아랍의 매'이고, 이는 이용우의 닉네임이다. 6권 분량이다.
  - 2부는 '멕시코의 여우'이고, 이는 유인강의 닉네임이다.

## 세계관
무장 작가의 여러 작품에서 두 번 이상 등장하는 인물이나 기관들이 있다.
- 사설 의료기관 '방지병원'과 그곳에서 일하는 의사 '유헌우'는 《갓 오브 블랙필드》에 처음 등장한 후 《형사의 게임》, 《최종 보스: 빛을 향해 달리는 그림자》, 《로드 오브 머니》, 《갓 오브 블랙필드 유니버스 (데드라인)》 등에도 등장한다.
- 《갓 오브 블랙필드》에서 악역으로 등장한 '허하수' 국회의장, '양진우' 서정그룹 회장 등의 주변인물들이 《그라운드의 지배자》에도 악역으로 언급된다. 또한 《갓 오브 블랙필드》에서 '강찬'의 측근으로 등장한 '김형정' 팀장 등의 주변 인물들이 《형사의 게임》에도 등장하여 활약한다. 따라서 이들 작품 중에서는 《갓 오브 블랙필드》를 먼저 읽어야 내용을 제대로 이해할 수 있다.
- 《그라운드의 지배자》에 등장하는 '장진모' 기자는 《형사의 게임》에도 주인공 '장진두'의 형으로 등장한다.《형사의 게임》에서는 장진모 기자가 영국으로 출장가는 것이 언급되는데, 두 소설이 연결되어 있음을 보여준다.
- 사채업자 '박승양'은 《로드 오브 머니》, 《최종 보스: 빛을 향해 달리는 그림자》, 《갓 오브 블랙필드 유니버스 (데드라인)》 등에 등장한다.
- 《최종 보스: 빛을 향해 달리는 그림자》에 주요 인물로 등장하는 '이종환'과 '최치곤'의 이름이 《오늘의 운세》에서 등장인물 간의 대화에 언급된 일이 있어서, 세계관이 같다는 것이 확인되었다.

2023년 1월 23일 《갓 오브 블랙필드 유니버스 (데드라인)》 연재가 시작했는데, 무장 작가의 여러 작품에서 주인공이던 인물들이 동시에 한 작품에 등장하여 세계관을 본격적으로 드러냈다.
- 《갓 오브 블랙필드》 제1부와 제2부를 잇는 내용인 만큼 주인공으로 '강찬'이 등장하는데, 그와 함께 《형사의 게임》에 나온 '소진천', 《최종 보스: 빛을 향해 달리는 그림자》의 주인공 '강성태', 《로드 오브 머니》의 주인공 '천중명' 등도 등장한다. 따라서 이 작품들을 먼저 읽은 후 《갓 오브 블랙필드 유니버스 (데드라인)》을 읽어야 내용을 제대로 이해할 수 있다.